# Magnetski tok
Magnetski tok ili  magnetski fluks (oznaka Φ) je fizikalna veličina određena skalarnim umnoškom magnetske indukcije B i plohe ploštine (površine) S kroz koju taj tok prolazi:
{\displaystyle \Phi _{B}=\iint \limits _{S}\mathbf {B} \cdot d\mathbf {S} }
to jest za homogeno magnetsko polje i ravninski geometrijski lik ploštine S:
{\displaystyle \Phi _{B}=\mathbf {B} \cdot \mathbf {S} =B\cdot S\cdot \cos \theta }
Pojednostavljeno gledano, magnetski tok kroz neku ploštinu razmjeran je broju silnica koje prolaze kroz tu ploštinu. Mjerna je jedinica magnetskoga toka veber (Wb = T∙m² = V∙s). Magnetski tok kroz zatvorenu površinu je uvijek jednak nuli, zbog činjenice da ne postoje magnetski monopoli.

## Objašnjenje
Magnetski tok kroz površinu S koja je koja se nalazi pod kutom {\displaystyle \theta } u odnosu na homogeno magnetsko polje jednak je umnošku iznosa magnetske indukcije B, površine S i kosinusu kuta {\displaystyle \alpha }: 
{\displaystyle \Phi _{B}=B\cdot S\cos \theta \ }
Ako je {\displaystyle \ \mathbf {B} } vektor magnetskog polja, a {\displaystyle \ \mathbf {S} } vektor okomit na površinu, jednak površini po veličini, tada je magnetski tok jednak njihovom skalarnom umnošku
{\displaystyle \Phi _{B}=\mathbf {B} \cdot \mathbf {S} \ }
Kod nehomogenog magnetskog polja, element magnetskog toka je jednak skalarnom umnošku magnetskog polja i elementa površine:
{\displaystyle \mathrm {d} \Phi _{B}=\mathbf {B} \cdot \mathrm {d} \mathbf {S} \ }
Iz čega slijedi da je u općenitom slučaju magnetski tok kroz neku površinu jednak:
{\displaystyle \Phi _{B}=\iint \limits _{S}\mathbf {B} \cdot d\mathbf {S} }

## Magnetski tok i gustoća magnetskog toka
Skup magnetskih silnica koji prolazi kroz neku površinu S zove se magnetski tok ili magnetski fluks Φ. No kroz neke dijelove površine S može prolaziti više, a kroz neke dijelove manje magnetskih silnica. Prema tome gustoća magnetskih silnica, odnosno magnetskog toka, bit će na različitim mjestima različita. Gustoća magnetskog toka označuje se slovom B i zove se magnetska indukcija. Ako kroz neku površinu S prolazi magnetski tok ΦB, onda je gustoća magnetskog toka B jednaka:
{\displaystyle \mathbf {B} ={\Phi _{B} \over \mathbf {S} }}
Gustoća magnetskog toka ili magnetska indukcija je broj magnetskih silnica koji prolazi kroz jedinicu površine. U homogenom polju je gustoća toka B u svakoj točki površine S jednaka. Iz gornjeg izraza slijedi da je magnetski tok:
{\displaystyle \Phi _{B}=\mathbf {B} \cdot \mathbf {S} \ }
Mjerna jedinica za magnetski tok ΦB je 1 veber, kraće 1 Wb (u čast njemačkog fizičara Wilhelma Webera), a mjerna jedinica za gustoću magnetskog toka B, odnosno magnetsku indukciju, je 1 tesla, kraće 1 T (u čast fizičaru Nikoli Tesli). Veza između ovih mjernih jedinica je:
{\displaystyle \mathbf {T} ={\mathbf {Wb}  \over \mathbf {m^{2}} }}
odnosno:
{\displaystyle \mathbf {Wb} =\mathbf {T} \cdot \mathbf {m^{2}} \ }

## Poveznice
- Električni tok
- Elektromagnetska indukcija
- Magnetska indukcija